# Grande Sonate de Charles-Valentin Alkan
Les Quatre Âges de la vie
La Grande Sonate pour piano de Charles-Valentin Alkan, op. 33, est une sonate pour piano composée en 1847 et aussi titrée Les Quatre Âges de la vie.

## Présentation

### Mouvements
Elle est en quatre mouvements :
1. 20 ans. Très vite
2. 30 ans (Quasi-Faust). Sataniquement
3. 40 ans (Un heureux ménage). Lentement
4. 50 ans (Prométhée enchaîné). Extrêmement lent

### Analyse
Charles-Valentin Alkan a dédié cette sonate à son père.
De « Très vite », puis « Sataniquement », à « Lentement » et « Extrêmement lentement », le ralentissement des tempos, s’il est pourtant logique, peut dérouter un auditoire habitué aux finales triomphants.
Une fois accepté le « calendrier » de la sonate, toute la musique devient évidente : l’entrée fracassante dans la vie adulte, ses espoirs et ses impatiences, le défi de Faust à Méphistophélès et la douce chanson de Marguerite, la paix en famille et les méditations de l’âge mûr, la lugubre défaite de Prométhée.

## Dans la culture
Évocations dans la littérature : la Grande Sonate est notamment citée dans « Le Livre des Trépassés », de Douglas Preston et Lincoln Child ainsi que dans " Projet Sin" de Lincoln Child